# David Heinemeier Hansson
David Heinemeier Hansson, född 15 oktober 1979 i Köpenhamn, är en dansk programmerare och racerförare.
Hansson är skapare till ramverken Ruby on Rails och Instiki wiki. Han är delägare i företaget 37signals.
Hansson ägnar sig även åt bilsport och tävlar i American Le Mans Series.